# Засада в Клоноу
Засада в Клоноу (англ. Clonoe ambush) — вооружённое столкновение между подразделениями ИРА и Британской армии, произошедшее 16 февраля 1992 в деревне Клоноу (графство Тирон Северной Ирландии). Отряд Особой воздушной службы (SAS) атаковал из засады группу боевиков при попытке обстрелять из тяжёлого пулемёта базу Королевской полиции Ольстера в Колислэнде. В бою были убиты четверо боевиков: Питер Клэнси, Кевин Барри О'Доннелл, Шон О'Фаррелл и Патрик Винсент. Ранен со стороны британцев один спецназовец.

## Предыстория
С 1985 года в Восточном Тироне обострилась деятельность ИРА. В 1987 году в засаду попал отряд из восьми человек, который был полностью уничтожен Особой воздушной службой, что стало крупнейшим поражением ИРА за все годы конфликта. Однако ирландцы ответили в течение пяти следующих лет 33 разрушенными военными базами и почти 100 повреждёнными. Засада не только не подавила деятельность ИРА, но и усилила активность боевиков. Ещё за два года до этого в Восточном Тироне и Северном Арма боевики убили 7 человек, через два года они в засаде уничтожили ещё 11.
Ответные меры SAS были жестокими. В Кэррикморе при попытке напасть на часового Ольстерского оборонного полка спецназовцами SAS были застрелены три боевика ИРА: Джерард Харт, Мартин Харт и Брайан Маллин. Британская разведка выяснила, что они были виновны во взрыве автобуса в Баллиголи, унесшего 8 жизней (после этого все войска прибывали в Восточный Тирон только на вертолётах). 11 января 1990 близ Оэра бригада сумела сбить один вертолёт Gazelle.
3 июня 1991 в Коу были убиты из засады три боевика: Лоуренс Макнелли, Майкл Райан и Тони Дорис. Их автомобиль был обстрелян спецназовцами. Именно Райан был причастен к нападению на блокпост в Дэрриярде, как утверждает Эд Молони. Подчинялся Райан приказам члена Военного Совета ИРА Томаса «Слэба» Мёрфи. Тот же Молони, автор книги «Тайная история ИРА», и автор Брендан О'Брайен утверждали, что Восточно-Тиронская бригада потеряла 53 человека, что было рекордом по потерям среди ирландских националистов. 28 из них были убиты в промежутке  1987 по 1992 годы.

## Засада
20 февраля 1992 в 22:30 в центр города Колислэнд въехали легковой и грузовой автомобиль с несколькими боевиками ИРА, остановившиеся около здания участка Королевской полиции Ольстера и военной базы британских войск. Ирландцы начали обстреливать при помощи трассирующих снарядов здание, установив пулемёт ДШК, которым управлял Кевин О'Доннелл. Два автомобиля вскоре поднялись на холм Эннэр и направились к дому Тони Дориса, боевика ИРА, убитого за год до событий. Боевики расстреляли весь боекомплект в воздух, выкрикивая «Да здравствует ИРА, это вам за Тони Дориса!» (англ. Up the 'RA, that's for Tony Doris!). В этот момент на автостоянке близ церкви Святого Патрика боевиков обстреляли солдаты SAS.
Боевики бросили грузовик и ринулись к легковым автомобилям, однако их с крыши легко обстреливали спецназовцы. Около грузовика были убиты на месте трое. Четвёртый был застрелен, пытаясь забежать в церковь. Пулемёт был брошен на поле боя, оставшиеся двое боевиков скрылись. Один солдат SAS был ранен. По свидетельствам одного очевидца, кто-то из боевиков поднял руки в знак готовности сдаться, однако его сотоварищей расстреляли в упор.

### Внутренняя критика ИРА
В ИРА расценили поход боевиков как безрассудный и осудили их поступок с военной точки зрения. Во-первых, никто не был готов к тому, что может быть использовано дальнобойное оружие. Во-вторых, пулемёт ДШК мог использоваться на расстоянии до 2 км до мишени, а его пробивная способность сохранялась на расстоянии в 1,5 км. В-третьих, трассирующие патроны могли привлечь внимание и демаскировать позицию. В-четвёртых, никто из боевиков не подумал о пути к отступлению и не присмотрел за техникой и пулемётом. В-пятых, сбор группы сразу из шести человек превратился в самоубийственную атаку сам по себе. Открытые республиканские ресурсы утверждают, что в крыше дома О'Фарелла во время ремонта в 2008 году обнаружили подслушивающее устройство. По мнению ирландцев, британская разведка знала о планах, но полиция предпочла не арестовывать боевиков на месте.

## Последствия
Во время похорон Кевина О'Доннелла и Шона О'Фаррелла в Колислэнде местный священник раскритиковал службы безопасности за бойню близ церкви и заявил, что тем самым британцы только настроили против себя ещё больше националистов, предпочтя уничтожение боевиков мирным переговорам. В ответ на это он стал объектом насмешек и оскорблений со стороны республиканцев, которым он якобы пообещал помочь прекратить насилие в стране. Член городского совета от Шинн Фейн Фрэнсис Моллой в день похорон в знак протеста вышел из церкви, однако лидеры республиканцев Джерри Адамс и Мартин Макгиннесс остались в церкви. Во время похорон церковь охраняли полицейские из Ольстера, которые изменили свою тактику после резни на кладбище Миллтаун. Применение силы было раскритиковано, поскольку только усилило приток молодёжи в ряды ИРА.
Однако эта засада оказалась последней засадой, подготовленной SAS в Северной Ирландии и приведшей к гибели боевиков ИРА. Рост недовольства местного населения вылился в массовую драку с солдатами Парашютного полка спустя три года.